# Lambdopsalis
Lambdopsalis – rodzaj wymarłego ssaka z rodziny Taeniolabididae obejmujący pojedynczy gatunek L. bulla. Występował w dzisiejszych Chinach Azji w paleocenie. Pochodzi z warstwy ocenianej na górny paleocen w Nao-mugen and Bayn Ulan w Chinach.
Etymologia: gr. λαμβδα lambda „jedenasta litera alfabetu greckiego (Λ)”; ψαλις psalis, ψαλιδος psalidos „para nożyc”.
Ten przystosowany do rycia w glebie rodzaj dostarczył swego czasu najwcześniejszego dowodu na ssacze futro, jednak w 2002, jeszcze wcześniejsza, okazała się dolnokredowa Eomaia. Zbudowany z keratyny włos bardzo rzadko ulega fosylizacji. Prawdopodobnie pojawił się wiele wcześniej, u niebędących jeszcze ssakami terapsydów w triasie lub jeszcze wcześniej. Wniosek ten wyciągnięto na podstawie niewielkich zagłębień w kościach pyska, tworzących prawdopodobnie przestrzeń dla skupień naczyń krwionośnych i nerwów. Podobna cecha występuje u kota. Pozwala mu na używanie swych wibrysów jako narządu zmysłu. Jednakże pewne wyjątkowe chińskie skamieniałości zachowały ssacze futro i do nich właśnie zaliczają się pozostałości opisywanego rodzaju. Chodzi tu o koprolity zawierające niestrawione resztki pokarmowe.